# Signorina dentista
Signorina dentista (Fräulein Zahnarzt) è un film muto del 1919 scritto, prodotto e diretto da Joe May.

## Trama
Figlia di un miliardario, una giovane dentista cura i suoi pazienti gratuitamente e, per questa ragione, il suo fidanzato la prende in giro, dicendole che è solo un capriccio, una moda passeggera. Lei, allora, decide di aprire un ambulatorio, ma i pazienti che le si presentano sono tutti assunti segretamente dal fratello del fidanzato. Va a finire che la ragazza si ricrede e si riconcilia con il suo innamorato.

## Produzione
Il film fu prodotto dalla May-Film GmbH (Berlin).

## Distribuzione
Il film, con il visto di censura del luglio 1919 che ne vietava la visione ai minori, fu distribuito in Germania dall'Universum Film (UFA). Venne presentato in agosto all'UT Kudamm di Berlino.